# Поповка (Свердловская область)
Попо́вка — деревня в городском округе Богданович Свердловской области. Управляется Коменским сельским советом.

## История
В XVIII—XIX веках в окрестностях деревни добывались железная руда для Ирбитского завода и медная руда для Екатеринбургского завода.

## География
Поповка расположена на левом берегу реки Кунары, у северу от административного центра округа — города Богдановича, в 5 километрах от центра города. В 2 километрах к юго-западу от деревни находится станция Глухово Свердловской железной дороги, на участке Нижний Тагил — Алапаевск — Каменск-Уральский. 
Часовой пояс
Поповка, как и вся Свердловская область, находится в часовой зоне МСК+2. Смещение применяемого времени относительно UTC составляет +5:00.

## Население
| 2002 | 2010 | 2021 |
| ---- | ---- | ---- |
| 5    | ↗11  | ↗21  |

## Инфраструктура
В Поповке одна улица — Береговая.